# Туряница, Иван Иванович
Ива́н Ива́нович Туряни́ца (укр. Іва́н Іва́нович Туряни́ця; 25 мая 1901, с. Ряпидь, к. Мармарош, Австро-Венгрия — 27 марта 1955, Ужгород, Закарпатская область, Украинская ССР, СССР) — советский партийный и государственный деятель. Первый секретарь Закарпатского обкома КП(б) Украины (1946—1948).

## Биография
Родился 25 мая 1901 в селе Ряпидь комитата Мармарош Австро-Венгрии в Закарпатье (ныне село в составе Горинчовской сельской общины Хустского района Закарпатской области Украины), в семье рабочего-железнодорожника. Учился в народной школе шесть классов. Затем работал строителем, был батраком и сезонным рабочим.
Участник Первой мировой войны. В 1917 г. был мобилизован в армию Австро-Венгрии, в которой находился до окончания войны в 1918 г.
После распада Австро-Венгерской империи в 1918 году под влиянием агитации во время социалистической революции в Венгрии (1919) вступил в ряды Коммунистической партии Венгрии (преобразованную после слияния с социал-демократами в Венгерскую социалистическую партию) и записался в созданную Закарпатскую Красную Гвардию. Участвовал в боях с польскими войсками.
После поражения венгерской революции был арестован и заключëн в концентрационный лагерь в Пряшове (Чехословакия). В декабре 1919 г. — освобождён. Вступил в Международную социалистическую партию Подкарпатской Руси, а затем — в Подкарпатскую краевую организацию Коммунистической партии Чехословакии.
В 1924—1925 гг. — на службе в армии Чехословакии.
В 1925 г. вступил в Коммунистическую партию Чехословакии.
В 1927—1928 гг. — председатель Мукачевского профсоюза строителей (Чехословакия), с октября 1928 по август 1929 г. — секретарь Мукачёвского подпольного окружного и городского комитета Компартии Чехословакии, в 1929 г. подвергался арестам и заключению.
После освобождения в 1930 году — секретарь Ужгородского окружного комитета Компартии Чехословакии. Спасаясь от преследований в 1930 г. выехал в СССР и до 1933 г. проходил обучение в Харьковском коммунистическом институте журналистики.
После возвращения в Закарпатье с 1933 по 1939 г. работал секретарëм Закарпатского краевого Совета Красных профсоюзов. В 1936 г. за революционную деятельность вновь находился в заключении.
После оккупации Венгрией Закарпатской Украины в марте 1939 г. эмигрировал в СССР и до 1940 года был членом Международной организации помощи борцам революции (МОПР).
В 1940—1941 гг. — экономист Ворошиловградского паровозостроительного завода им. Октябрьской Революции.
В годы Великой Отечественной войны с августа 1941 по май 1943 г. находился в распоряжении Народного комиссариата обороны СССР. Участник военных действий. В 1943—1944 гг. — военный комиссар 3-й бригады Чехословацкого армейского корпуса.
В 1943 г. — член Всеславянского антифашистского комитета.
После освобождения в конце октября 1944 г. Ужгорода частями РККА, с 1944 по 1946 г. являлся председателем Народной рады Закарпатской Украины. Возглавлял движение за присоединение Закарпатья к Украинской ССР. Пытался включить в состав Закарпатья принадлежавший Румынии уезд Марамуреш, что было поддержано командованием 4-го Украинского фронта.
В 1946—1948 гг. — первый секретарь Закарпатского областного комитета КП(б) Украины, одновременно с 1946 по 1951 г. — председатель исполнительного комитета Закарпатского областного Совета народных депутатов.
С 1952 до конца жизни — председатель исполнительного комитета Закарпатского областного Совета.
Депутат Верховного Совета СССР 2-4-го созывов. Член ЦК КП(б)—КП Украины (с 1949 г.).

## Награды и звания
- орден Ленина (23.01.1948);
- орден Отечественной войны I степени;
- медали[какие?].